# Un'estate ai Caraibi
Un'estate ai Caraibi è un film del 2009 diretto da Carlo Vanzina e da lui sceneggiato con il fratello Enrico Vanzina.
Il film non è un sequel di Un'estate al mare, ma un film che rientra nel filone iniziato con quel film, ovvero il cine-cocomero, nonostante ci siano diversi attori della pellicola precedente e il logo del film sia stilisticamente identico al suddetto film.

## Trama
Antigua, Caraibi. Alberto è un romano oberato di debiti e inseguito dai creditori, che dopo aver mollato tutto è sparito ai Caraibi dove per vivere fa piccole truffe ai danni dei turisti di passaggio. Il suo compare è Morgan, un bambino orfano. Il bimbo ha spedito lettere in Italia per farsi adottare a distanza.
Un bel giorno, ad Antigua, arrivano due di questi genitori adottivi che vogliono conoscere Padre Miguel (un prete che opera dove vive Alberto) e soprattutto il loro “figlio adottivo”, Morgan, per portarlo con loro. In cambio sono pronti a fare una donazione alla parrocchia di trecentomila euro. Alberto rimane indeciso: con quella somma potrà tornare in Italia e anche Morgan potrà vivere una vita migliore. Ma Alberto non ha fatto i conti con il suo cuore e con Morgan.
Pavia. Roberto è un bancario, single e ipocondriaco. Ogni tre mesi va in ospedale dal suo amico medico Giacomo a farsi le analisi. Una lastra ai polmoni segna la sua condanna: Giacomo gli diagnostica un tumore allo stato terminale e appena due mesi di vita. Ma in ospedale hanno commesso un errore: la sua lastra è stata scambiata con un 102enne e Giacomo si precipita a chiamare l'amico per dargli la bella notizia. Ma Roberto in casa non c'è perché è ad Antigua, ai Caraibi. Si è licenziato dalla banca e ha anche portato via 300.000€ dalla cassaforte alloggiando in hotel a 5 stelle con champagne e donne a volontà. Ha infatti affittato la suite presidenziale nel più bell'albergo dell'isola e pasteggia a champagne. Giacomo arriva ad Antigua per dargli la bella notizia: non deve morire! Roberto, però, la prende male.
È furibondo con l'amico poiché si è licenziato mandando a quel paese il capo, ha rubato e ha dilapidato quasi tutto il bottino. Non sapendo come tornare in Italia, Giacomo e Roberto escogitano una truffa per intascare i soldi dell'assicurazione: fanno un'assicurazione reciproca sulla vita fingendosi una coppia gay. Roberto finge di morire, ma il giorno dopo si presenta in camera una ragazza, che si rivela come la figlia di Mr. IKEA, e che Roberto aveva salvato dagli squali non conoscendo le sue origini. Allora Roberto rivela di essere sopravvissuto e accetta la proposta della ragazza, di mettersi insieme e di ricevere un assegno di due milioni di euro. Infine Roberto dà metà dei soldi a Giacomo per ringraziarlo di aver combinato il casino della lastra e quindi di averlo mandato ai Caraibi.
Napoli. Vincenzo Acampora è un dentista, sposato con una donna gelosissima che non lo perde mai d'occhio. E ha ragione, perché Vincenzo ha un'amante, la bellissima Anna, sua ex infermiera nello studio medico dentistico. Alla vigilia di un viaggio per un congresso dentistico, dove Vincenzo sarebbe stato accompagnato dalla moglie, la "signora" scivola sulla cera del pavimento di casa e si frattura una gamba, non potendo più partire. Vincenzo fa buon viso a cattivo gioco, infatti non parte nemmeno lui per il congresso, ma ne approfitta per fare una vacanza con Anna ai Caraibi. Quanto alla moglie, chiamandolo sul cellulare, non si accorgerà mai e poi mai che lui non è a Miami al congresso. Purtroppo per loro, però, una volta arrivati nel più bell'albergo di Antigua trovano i cognati di Vincenzo: la sorella di sua moglie, accompagnata dal marito invadente. Vincenzo, per non farsi scoprire dalla moglie, inventa la storia che è stato chiamato ad Antigua perché Berlusconi ha un forte mal di denti. Alla fine, dopo che i cognati litigano e partono grazie ad Anna, la bugia di Vincenzo si avvera. Vincenzo ed Anna passeranno tre settimane ai Caraibi grazie all'aiuto di Berlusconi.
Roma. Angelo Cerioni fa l'autista per un ricco e cafone palazzinaro, Remo Santucci: in realtà, più che l'autista, Angelo è lo schiavo di Remo. Lo fa perché guadagna bene e perché ha contratto un mutuo pesante per comprare il villino dove vive con la madre, la nonna e la zia a Sacrofano. Il giorno prima di andare in ferie, Remo gli comunica che dovrà rinunciare alle sue vacanze per accompagnarlo ai Caraibi dove ha comprato un villone. Angelo parte e ne subisce così tante fino a che, toccato il fondo, riesce a reagire: dopo averlo buttato dalla barca in mezzo alle meduse e averlo poi fatto arrestare per un incidente con un fruttivendolo, Angelo imitando la voce di Remo approfitterà della sua assenza per prendergli un po' di soldi con l'intenzione di pagare il mutuo e per un po' essere ricco anche lui, affittando due escort di cui la prima, Natasha, è la figlia di un imprenditore russo rovinato da Remo che si vuole vendicare; e la seconda è la bella Eva, con cui passerà 3 giorni insieme nel villone.
Livorno. Max fa il dj in coppia con il suo amico Tommy. Max è fidanzato con Laura, una giovane e bellissima commessa. Disperato quando Laura lo lascia per un altro, piomba in una profonda depressione e con la morte nel cuore compra un biglietto last minute per i Caraibi. Ma una mattina, in spiaggia vede proprio Laura insieme al suo nuovo fidanzato altro non è che Tommy, il suo migliore amico! L'episodio racconta la subdola vendetta di Max che finge di aver trovato il vero amore ad Antigua con Jennifer, Miss Maglietta bagnata dell'isola. Naturalmente, Tommy e Laura restano di sasso. Laura, ingelosita, decide di tornare insieme a Max. Tommy invece mette in atto lo stesso piano dell'ex-amico fidanzandosi con Jennifer.

## Produzione

### Cast
Nel film tornano molti degli attori che hanno partecipato a Un'estate al mare come Gigi Proietti, Enrico Brignano, Biagio Izzo e Alena Šeredová mentre entrano nuovi attori come Enrico Bertolino, Carlo Buccirosso, Maurizio Mattioli (presente nel precedente film in un cameo) e Martina Stella. Il film ha incassato complessivamente 3702000 €.

### Location
Le riprese sono state realizzate tra Roma (palazzo in Piazza Marconi 26, palazzo in Via dei Monti Parioli 5), Gaggiano (ponte in Via Gozzadini), Pavia (Policlinico San Matteo) e in Antigua e Barbuda (Porto di Saint John's di Antigua, Gracehill Moravian Church di Liberta di Antigua, Copper and Lumber Store Hotel di Antigua).

## Distribuzione
Il film è stato distribuito in Italia a partire dal 12 giugno 2009.

## Citazioni
- Il personaggio interpretato da Gigi Proietti dichiara di essere andato in rovina per colpa di un cavallo (Soldatino) raccomandatogli da un certo Bruno Fioretti detto Mandrake. Si tratta di un riferimento al film Febbre da cavallo dove sia il cavallo che il personaggio (interpretato dallo stesso Proietti) avevano gli stessi nomi.
- Nella scena con il sosia di Silvio Berlusconi, Anna (Alena Šeredová) fa una battuta su Gianluigi Buffon, all'epoca compagno dell'attrice.